# Stazione di Granada
La stazione di Granada è una stazione ferroviaria per trasporto passeggeri e merci della rete ADIF che serve la città spagnola di Granada.
Ad oggi, è l'unica stazione ferroviaria della città, mentre prima c'era anche la Stazione del Sud.